# Paulo Estrela
Paulo Estrela Moreira Alves (sinh ngày 20 tháng 2 năm 1999) là một cầu thủ bóng đá người Bồ Đào Nha thi đấu cho FC Porto B ở vị trí tiền vệ.

## Sự nghiệp câu lạc bộ
Vào ngày 7 tháng 3 năm 2018, Estrela có màn ra mắt cho FC Porto B trong trận đấu tại LigaPro 2017–18 trước Nacional.